# رستي ميلز
رستي ميلز (بالإنجليزية: Rusty Mills)‏ هو رسام رسوم متحركة ومنتج تلفزيوني ومخرج أمريكي، ولد في 16 ديسمبر 1962، وتوفي في 7 ديسمبر 2012 بسبب سرطان القولون.

## وصلات خارجية
- رستي ميلز على موقع IMDb (الإنجليزية)
- رستي ميلز على موقع قاعدة بيانات الفيلم (الإنجليزية)